# گمینا سوبوتکا
گمینا سوبوتکا (به لهستانی:  Gmina Sobótka) یک گمینا در لهستان است که در شهرستان وروتسواف واقع شده‌است. گمینا سوبوتکا ۱۳۵٫۳۵ کیلومتر مربع مساحت و ۱۲٬۴۰۸ نفر جمعیت دارد.

## خواهرخوانده
شهر Gauchy خواهرخواندهٔ گمینا سوبوتکا هست.